# سكوت ميتكالف
سكوت ميتكالف هو لاعب هوكي الجليد كندي، ولد في 6 يناير 1967 في تورونتو في كندا.

## وصلات خارجية
- سكوت ميتكالف على موقع دوري الهوكي الوطني (الإنجليزية)
- سكوت ميتكالف على موقع قاعة مشاهير الهوكي (لاعب أن.إتش.أل) (الإنجليزية)
- سكوت ميتكالف على موقع EliteProspects.com (الإنجليزية)
- سكوت ميتكالف على موقع HockeyDB.com (الإنجليزية)
- سكوت ميتكالف على موقع Hockey-Reference.com (الإنجليزية)